# Episodi di Nadja
Lista degli episodi di Nadja (Ashita no Nadja), anime trasmesso in Giappone su TV Asahi dal 2 febbraio 2003 al 25 gennaio 2004. In Italia è stato trasmesso su Rai Due dall'8 novembre 2004 al 28 gennaio 2005.
La sigla originale di apertura, Nadja!! (ナージャ！！?), è interpretata da Minako Honda, mentre quella di chiusura, Que sera, sera (けせら・せら?), da Ami Koshimizu (Nadja). La sigla italiana, invece, è cantata da Gigliola Scatola.

## Lista episodi
| Nº | Titolo italiano Giapponese 「Kanji」 - Rōmaji - Traduzione letterale | In onda           | In onda          |
| Nº | Titolo italiano Giapponese 「Kanji」 - Rōmaji - Traduzione letterale | Giapponese        | Italiano         |
| 1  | Il destino di Nadja 「ナージャ、運命の扉！！」 - Nāja, unmei no tobira!! – "Nadja, la porta del destino!!" | 2 febbraio 2003   | 8 novembre 2004  |
| 1  | Inghilterra, inizi del XX Secolo. Nadja, un’orfana di dodici anni che vive all’istituto Applefield, riceve una valigia contenente alcuni ricordi di sua madre: un diario e l’abito che indossò al suo primo ballo. La direttrice spiega a Nadja che il mittente è presumibilmente la stessa persona che l’ha affidata all’orfanotrofio, una donna che dovette portarla via perché la madre non era in condizioni di occuparsi di lei, e che questo significa che sua madre potrebbe essere ancora viva. Quella notte, i sicari Rosso e Bianco incendiano Applefield; l’obiettivo dei due sembra essere la spilla di Nadja, che la ragazza ha con sé da quando fu affidata all’orfanotrofio. Nadja riesce a recuperare la valigia; Rosso e Bianco aggrediscono la ragazza, ma un misterioso cavaliere biondo mette in fuga i sicari e affida Nadja alla compagnia Dandelion, un gruppo di artisti di strada. |                   |                  |
| 2  | L'incontro con Rosa Nera 「怪盗黒バラの夜」 - Kaito Kuro Bara no yoru – "La notte del ladro Rosa Nera" | 9 febbraio 2003   | 9 novembre 2004  |
| 2  | Nadja si unisce alla compagnia Dandelion come ballerina per sfuggire a Rosso e Bianco e ritrovare sua madre. La troupe è formata dal forzuto capocomico Georg, la cantante francese Sylvie, il pierrot tedesco Abel, il violinista irlandese Thomas, l’eccentrica vecchietta russa Anna Petrova (chiamata semplicemente “Nonna”) e Rita, una bambina italiana muta che si occupa di addestrare i due leoncini Crema e Cioccolato. La compagnia arriva a Londra e Nadja s’imbatte in Rosa Nera, un ladro mascherato che deruba i ricchi. Rosso e Bianco, intanto, incontrano il loro mandante, l'avido nobile austriaco Herman, figlio del duca di Preminger. Herman Preminger è il fratello di Colette, la madre di Nadja, ma la vera erede del casato è la stessa Nadja; per espressa volontà del duca, infatti, Herman è stato diseredato e il titolo e le ricchezze dei Preminger spettano ai discendenti di Colette. Il suo scopo è cancellare ogni prova del legame di Nadja con i Preminger e per riuscirci deve impadronirsi della spilla, al cui interno è custodito un anello con lo stemma di famiglia. |                   |                  |
| 3  | Un nuovo compagno 「サムライ・ケンノスケ大暴走！！」 - Samurai Kennosuke daiboso!! – "La grande fuga del samurai Kennosuke!!" | 16 febbraio 2003  | 10 novembre 2004 |
| 3  | Nadja viene intervistata da Harvey Livingston, un giornalista americano che lavora per un quotidiano francese ed è stato incaricato di scrivere un pezzo sulla compagnia Dandelion; Harvey, in realtà, si trova a Londra per indagare su Rosa Nera. Durante l’intervista, Kennosuke, un ragazzo giapponese appassionato di meccanica, s’intrufola sul carro mobile della compagnia e per errore finisce con il farlo partire. Nadja rincorre il carro e urta un’anziana bambinaia, Edna Gray; Nadja non può saperlo, ma si tratta proprio della donna che l’ha affidata all’orfanotrofio Applefield e le ha fatto avere la valigia con gli oggetti della madre. Edna è venuta in Inghilterra per rivedere Nadja e viene interrogata da Rosso e Bianco, che si scoprono fare il doppio gioco lavorando sia per Herman che per il duca di Preminger, intenzionato a ritrovare la nipote; Edna, però, non ha riconosciuto Nadja, non avendola più vista dal giorno in cui la lasciò ad Applefield, e non è in grado di fornire alcuna informazione. Dopo molte peripezie e con l’aiuto di Harvey, Nadja riesce a fermare il carro e Kennosuke, chiarito l’equivoco, viene accettato nella compagnia.                                                                                               |                   |                  |
| 4  | Visita al museo 「舞姫ナージャとミイラ博士」 - Mai hime Nāja to miira hakase – "La ballerina Nadja e Mr. Mummia" | 23 febbraio 2003  | 11 novembre 2004 |
| 4  | La troupe visita il British Museum e Nadja conosce il giovane egittologo Christian Strand. Georg, appassionato cercatore di tesori, riceve una mappa dal direttore e decide di anticipare la partenza. Fuori Londra, la compagnia effettua una deviazione perché la Nonna, che a tempo perso lavora anche come sarta, deve consegnare un cappello a lady Emma Queensberry, sorella del duca di Harcourt, che alloggia alla tenuta del fratello. Nadja scorge da lontano il figlio del duca, Francis, e riconosce in lui il “cavaliere dagli occhi lucenti” che l’ha salvata da Rosso e Bianco. |                   |                  |
| 5  | Il cavaliere dagli occhi lucenti 「星の夜・二人だけのワルツ」 - Hoshi no yoru futari dakeno warutsu – "Valzer à deux nella notte stellata" | 2 marzo 2003      | 12 novembre 2004 |
| 5  | Nadja vuole incontrare Francis per ringraziarlo e s’intrufola ad un ballo nel castello degli Harcourt con indosso il vestito della madre. Francis Harcourt si rivela un giovane molto sensibile, generoso e introverso e Nadja ne rimane profondamente affascinata; con suo grande sgomento, però, Francis non sembra ricordarsi di lei. |                   |                  |
| 6  | Un incontro importante 「母子を結ぶ舞踏会の日記」 - Boshi wo musubu butokai no nikki – "Il diario di ballo che stabilisce un legame tra madre e figlia" | 9 marzo 2003      | 15 novembre 2004 |
| 6  | La compagnia arriva a Parigi. Nadja, leggendo il diario, scopre che in città vive un pittore che ha conosciuto sua madre e decide d’incontrarlo. Dopo uno spettacolo, Nadja conosce T.J., fratello minore di Harvey Livingston, che vive in città; la presenza del ragazzo, che non perde occasione per fare lo sbruffone con Nadja, scatena la gelosia di Kennosuke. Nadja, insieme a T.J. e Kennosuke, si mette alla ricerca del pittore e strada facendo s’imbattono in Madeleine, una bimba che si è persa mentre si trovava con la madre. I ragazzi aiutano Madeleine a ritrovare la madre e così facendo riescono anche a trovare il pittore, Alphonse Jean-Marie; Alphonse conferma di aver conosciuto la madre di Nadja, ma purtroppo non ha mai saputo né il suo nome né dove vivesse. Nadja, comunque, non perde le speranze e si sente anzi ancora più vicina a riabbracciare la madre. |                   |                  |
| 7  | Ballo in maschera 「仮面舞踏会のワナ」 - Kamen butokai no wana – "La trappola del ballo in maschera" | 16 marzo 2003     | 16 novembre 2004 |
| 7  | La Rosa Nera restituisce al Louvre un quadro che era stato rubato da un collezionista. Alla notizia che il ladro si trova a Parigi, l’altezzosa nobildonna Simone Monterlain decide di organizzare un ballo in maschera nella speranza d’indurlo a farsi vedere. Rita provoca senza volerlo un piccolo incidente in cui la vettura di Simone e suo nipote Fernando rimane danneggiata; non potendo risarcire il danno, Nadja accetta di esibirsi al ballo, ignara che Simone vuole vendicarsi umiliandola ancora di più. Al ricevimento, Nadja viene derisa da tutti, ma in suo soccorso intervengono l’affascinante nobile italiano Leonardo Cardinale e il suo amico stilista Thiérry, che le procurano un abito da sera e l’aiutano a prendersi la rivincita. La Rosa Nera, alla fine, appare per davvero e deruba Simone, riuscendo poi a confondersi tra gli ospiti e a dileguarsi; Nadja non riesce a vederlo in viso, ma ha la sensazione di averlo già incontrato. |                   |                  |
| 8  | L'amore di Sylvie 「折れた翼と恋の涙」 - Oreta tsubasa to koi no namida – "Un'ala spezzata e una lacrima d'amore" | 23 marzo 2003     | 17 novembre 2004 |
| 8  | Il trovatore Raffaele, amico della compagnia Dandelion, fa visita alla troupe. Nadja si accorge che Sylvie è innamorata di lui e non capisce perché non voglia farsi avanti; la donna, allora, le racconta la storia di Raffaele e l’aiuta a capire quello che prova per Francis, insegnandole che l’amore è fatto anche di tristezza e che non sempre i sentimenti possono essere ricambiati. |                   |                  |
| 9  | Un pianista di talento 「悩める天才ピアニスト！」 - Nayameru tensai pianisuto! – "Il geniale pianista nei guai!" | 30 marzo 2003     | 18 novembre 2004 |
| 9  | Nadja accompagna la Nonna a fare una consegna e conosce Mirelle Moreau, una ricca mecenate che le offre di poter frequentare il proprio salotto, dove s’incontrano artisti provenienti da tutta Europa. Nadja incontra così John Wittard, pianista e compositore inglese di grande talento, e rivede anche Leonardo Cardinale e Thiérry. John non riesce ad avere visibilità a causa del suo brutto carattere e non considera veri artisti le compagnie itineranti; Nadja e il resto della troupe, però, riusciranno a fargli cambiare idea e ad aiutarlo a trovare la serenità. |                   |                  |
| 10 | Ricordi preziosi 「ふたつの想い出オルゴール」 - Futatsu no omoide orugōru – "I due ricordi del carillon" | 6 aprile 2003     | 19 novembre 2004 |
| 10 | Nadja visita un mercatino delle pulci assieme a Kennosuke, Rita, T.J. e Harvey e s’imbatte in Fernando, il nipote di Simone Monterlain. Il ragazzo s’impunta di acquistare un orologio a pendolo rotto che il proprietario, Gérard, rifiuta di vendere perché si tratta di un ricordo della moglie; Fernando dileggia il proprietario e Nadja lo rimprovera per non saper apprezzare il valore dei ricordi, costringendolo ad andarsene con la coda tra le gambe. Kennosuke ripara l’orologio e Gérard, riconoscente verso i due ragazzi, regala a Nadja un carillon la cui melodia l’aveva molto colpita; Nadja non può saperlo, ma il carillon fu venduto a Gérard proprio da sua madre. |                   |                  |
| 11 | Confessione a Parigi 「危機一髪！パリの告白」 - Kikiippatsu! Pari no kokuhaku – "Situazione critica! Confessione d'amore a Parigi" | 13 aprile 2003    | 22 novembre 2004 |
| 11 | Nadja rivede il suo vecchio amico Oliver, uno degli orfani di Applefield, che ora lavora come apprendista in una conceria. Oliver è da sempre innamorato di Nadja, ma non ha mai avuto modo di confessarle ciò che prova; dopo averla aiutata a sfuggire a Rosso e Bianco, che la braccano per tutta la città, Oliver potrebbe finalmente dichiararsi, ma alla fine sceglie di tacere, capendo che Nadja non lo ricambia. |                   |                  |
| 12 | Caccia al tesoro 「宝探しはロマンチック！？」 - Takara sagashi wa romanchikku!? – "La caccia al tesoro è romantica!?" | 20 aprile 2003    | 23 novembre 2004 |
| 12 | La compagnia arriva nel villaggio di Domrémy, famoso per essere il paese natale di Giovanna d’Arco. Mentre il resto della troupe si gode una meritata vacanza, Georg coinvolge Nadja e Kennosuke nella ricerca del tesoro di Giovanna, indicato dalla mappa che ha ricevuto al British Museum. Dopo molte peripezie (ed essersi fatti spillare parecchi soldi dai paesani), i tre scoprono il vero tesoro di Giovanna d’Arco: un immenso prato di gigli nati da un unico bulbo piantato dalla stessa Giovanna. Georg rimane così per l’ennesima volta a mani vuote. |                   |                  |
| 13 | L'amore ritrovato 「朝陽の中のフランシス」 - Asahi no naka no Furanshisu – "Francis nel sole del mattino" | 27 aprile 2003    | 24 novembre 2004 |
| 13 | La troupe arriva all’orfanotrofio Lemanhaus, in Svizzera, per uno spettacolo di beneficenza e qui Nadja rivede per puro caso Francis, venuto per fare una donazione; Nadja, confusa, non sa cosa fare e Sylvie le consiglia di provare a parlargli. Francis le spiega la sua idea di nobiltà, basata sul motto noblesse oblige, ossia il dovere morale di usare la propria posizione per aiutare i bisognosi, e Nadja decide di seguire il suo esempio insegnando a ballare alle bambine di Lemanhaus. Arrivato il momento della partenza, Nadja e Francis si scambiano un bacio e promettono di rivedersi. |                   |                  |
| 14 | Verità rivelate 「アルプス花祭りのウソ」 - Arupusu hanamatsuri no uso – "Una bugia al festival alpino dei fiori" | 4 maggio 2003     | 25 novembre 2004 |
| 14 | La compagnia Dandelion arriva in un villaggio in cui si stanno tenendo i preparativi per la festa del paese. Kennosuke stringe amicizia con il coetaneo Sabi, che ben presto si rivela essere in realtà una ragazzina di nome Sabine. La madre spiega a Nadja e Kennosuke che Sabine è abituata a comportarsi così perché cresciuta con due fratelli maschi, cosa che però le ha sempre impedito di fare amicizia con i bambini del posto; la madre vorrebbe per questo che Sabine imparasse ad essere più femminile. Il giorno della festa, Sabine s’intrufola sul carro della compagnia per indossare di nascosto l’abito che le ha preparato la madre e viene sorpresa da Rita e Nadja, che l’aiutano a rendersi presentabile e a superare l’imbarazzo. |                   |                  |
| 15 | Ritorno a casa 「嵐の中の家族」 - Arashi no naka no kazoku – "Una famiglia nella tempesta" | 11 maggio 2003    | 26 novembre 2004 |
| 15 | La compagnia attraversa le Alpi con destinazione Como e offre un passaggio ad una famiglia diretta a Locarno. A Vienna, intanto, si tiene un ricevimento in onore del compleanno del duca di Preminger. Colette, figlia del duca e sorella di Herman, è presente assieme a suo marito, il conte Albert Wartmüller, che ha sposato in seconde nozze dopo essere rimasta vedova del padre di Nadja. Al ricevimento si presenta anche Herman, invitato da Colette contro la volontà del duca, assieme alla moglie Hilda e al figliastro Oscar. Colette è convinta di dover aiutare il padre e il fratello a riconciliarsi per il bene della famiglia, ma ignora che entrambi sono alla ricerca di Nadja. |                   |                  |
| 16 | Un fidanzamento combinato 「わからない！大人の恋愛ゲーム！」 - Wakaranai! Otona no renai gemu! – "Io non capisco! I giochi d'amore degli adulti!" | 18 maggio 2003    | 29 novembre 2004 |
| 16 | A Como, Nadja conosce la dolce contessina Giulietta Saverio, promessa sposa di Leonardo Cardinale, che Giulietta però non è sicura di amare. Il cinico affarista Antonio Fabiani mette gli occhi su Giulietta e cerca di sedurla, ma viene sorpreso di Nadja; Antonio tenta di comprare il suo silenzio, ma Nadja non si lascia ricattare. Il giorno dopo, la compagnia riparte per Milano; subito dopo, per un bizzarro scherzo del destino, Colette Preminger arriva a Como. |                   |                  |
| 17 | Un aiuto per Nadja 「愛と野望のミラノ」 - Ai to yabo no Mirano – "Amore e ambizione a Milano" | 25 maggio 2003    | 1º dicembre 2004 |
| 17 | Herman, informato da Rosso e Bianco che Nadja si trova a Milano, raggiunge i due investigatori in Italia e cerca personalmente la nipote, ma invano. Nadja, intanto, si mette in cerca di un visconte nominato nel diario della madre, un certo Vittorio Tibaldi, e viene aiutata da Leonardo Cardinale e Thiérry; Antonio Fabiani, venuto a sapere della cosa da Leonardo, intuisce che Nadja ha origini nobili e comincia ad interessarsi a lei. Nadja, alla fine, rintraccia Tibaldi, caduto in disgrazia dopo aver perso tutto a causa di Fabiani, ma l’uomo non ricorda nulla di sua madre. |                   |                  |
| 18 | Ilma 「ヴェネツィア、涙のマンマ・ミーア」 - Venetsia, namida no manma mia – "Venezia, le lacrime di Mamma Mia" | 1º giugno 2003    | 2 dicembre 2004  |
| 18 | La troupe arriva a Venezia e Nadja ritrova T.J., in vacanza assieme ad Harvey. Mentre litigano, Kennosuke e T.J. cadono in acqua e vengono ripescati dalla robusta gondoliera Ilma. La donna, severa ma affettuosa, fa affiorare nei due ragazzi il ricordo delle rispettive madri e in Nadja la tristezza per non aver mai conosciuto la propria; Ilma, allora, racconta loro di suo figlio, che si rivela essere proprio Antonio Fabiani. Ilma è affranta di apprendere che Antonio è diventato l’uomo cinico e senza scrupoli descritto da Nadja, ma non dimentica neanche che in tutti quegli anni Antonio non ha mai mancato di farle avere il denaro per aiutarla a vivere; Nadja capisce così che Fabiani ha anche un lato gentile e che nessuna persona è completamente buona o malvagia. Harvey esamina la spilla e l’anello e ipotizza che Nadja abbia origini nobili, suggerendo che Rosso e Bianco lavorino per qualcuno intenzionato ad insabbiare la verità. |                   |                  |
| 19 | Un nuovo incontro con la Rosa Nera 「霧の夜・黒バラの真実」 - Kiri no yoru Kuro Bara no shinjitsu – "Una notte di nebbia, la verità di Rosa Nera" | 8 giugno 2003     | 3 dicembre 2004  |
| 19 | Nadja aiuta Harvey ad avvicinare il ricco Carlo Casanova, impegnato a raccogliere fondi per la realizzazione di una diga che dovrebbe risolvere il problema dell’acqua alta. Harvey sa che Casanova è in realtà un farabutto che si appropria dei fondi e spera che ciò attiri la Rosa Nera, in modo da poter intervistare il ladro e scoprire cosa lo spinge ad agire; la Rosa Nera, in effetti, non tarda a farsi vivo e smaschera Casanova, che cade in disgrazia e viene arrestato. Nadja osserva il ladro donare parte del denaro rubato a Casanova ad una gondoliera malata e tenta di convincerlo a smettere di rubare parlandogli di Francis e del suo motto, noblesse oblige; alla menzione di Francis, la Rosa Nera ha una strana reazione e dà un bacio a Nadja, per poi dileguarsi. |                   |                  |
| 20 | Visita a Roma 「危険がいっぱい！ローマのデート」 - Kiken ga ippai! Roma no dēto – "Pieno di pericolo! Un appuntamento a Roma" | 22 giugno 2003    | 6 dicembre 2004  |
| 20 | La compagnia Dandelion si sposta a Roma, e qui Nadja rivede Christian Strand, venuto a visitare la città prima di partire per l’Egitto. Durante una passeggiata, i due s’imbattono in uno scippatore che ha derubato un passante; Nadja riesce a fermarlo, ma perde la spilla, che finisce su una barca sul Tevere. Dopo molte peripezie e parecchi inseguimenti, Nadja e Christian riescono a recuperare la spilla, prima rubata da un garzone e quindi finita per puro caso in mano ad un bambino di nome Luca. Christian, che ha sin dall’inizio un debole per Nadja, sperava di poter trascorrere la giornata con lei, ma non se la prende e prima di salutarla la porta a visitare la fontana di Trevi. |                   |                  |
| 21 | Rose rosse per la nonna 「すれ違う母娘・ふたつの誕生日」 - Surechigau haha musume futatsu no tanjobi – "Madre e figlia che continuano a comunicare - I due compleanni" | 29 giugno 2003    | 7 dicembre 2004  |
| 21 | Colette Preminger, in vacanza a Roma, incontra il nipote Oscar e gli racconta la sua storia. A sedici anni Colette conobbe un giovane pianista francese, Raymond Colville; i due si rividero due anni dopo, quando Raymond divenne il maestro di pianoforte di Colette, e s’innamorarono. Contro la volontà del duca di Preminger, Colette sposò Raymond e scappò con lui a Parigi, dove vissero felici ed ebbero una bambina, Nadja. Poco dopo Raymond morì e Colette e Nadja si ammalarono; Colette si riprese, ma al suo risveglio trovò Edna, che le riferì che Nadja non era sopravvissuta. Distrutta, Colette tornò a Vienna e si risposò con il conte Wartmüller, senza sapere che Edna, in realtà, mentì per ordine del duca, all’epoca non disposto ad accettare Nadja nel casato. La compagnia Dandelion, intanto, festeggia il compleanno della Nonna e Nadja e Kennosuke le regalano un mazzo di rose rosse per ricordarle la sua giovinezza. Quello stesso giorno è anche il compleanno di Nadja, e Colette, che non ha mai smesso di pensare a lei, compra in suo ricordo un brillante. |                   |                  |
| 22 | Ricordi di fuoco 「助けて！炎の記憶」 - Tasukete! Honoo no kioku – "Aiuto! I ricordi di fuoco" | 6 luglio 2003     | 8 dicembre 2004  |
| 22 | Rita è nervosa e si comporta in modo strano. Dopo averla sorpresa a rubare la spilla, Nadja la tratta molto duramente, e Rita scappa con Crema e Cioccolato. Tutto è cominciato dopo che Nadja ha chiesto a Rita di sorvegliare il fuoco del campo, senza però sapere che Rita ha paura delle fiamme; chiarita la situazione, Georg e gli altri membri della compagnia raccontano a Nadja e Kennosuke la sua storia. I genitori di Rita, proprietari di un circo, morirono due anni prima in un incendio e solamente Rita, Crema e Cioccolato riuscirono a sopravvivere; Rita ne fu così sconvolta che da quel giorno smise di parlare e rimase terrorizzata dal fuoco. Nadja, pentita di averla sgridata, corre a cercarla assieme a Kennosuke. Rita si nasconde assieme ai leoncini in una stalla in cui però scoppia un incendio; Kennosuke riesce a portare in salvo Rita e Crema, mentre Nadja sfida le fiamme per salvare Cioccolato. Rita, alla vista di Nadja e Cioccolato in pericolo, recupera l’uso della parola; tutto si conclude per il meglio e Rita, superato il trauma, ritrova la serenità. |                   |                  |
| 23 | Pirati all'arrembaggio 「恐怖！地中海の幽霊船」 - Kyōfu! Chichūkai no yūrei-sen – "Grande paura! La nave fantasma nel Mediterraneo" | 13 luglio 2003    | 9 dicembre 2004  |
| 23 | La compagnia Dandelion s’imbarca alla volta di Barcellona. Durante la traversata, una nave pirata camuffata da vascello fantasma abborda il mercantile su cui viaggia la troupe; Georg, Sylvie, la Nonna, Kennosuke, Rita, Thomas e Abel oppongono una fiera quanto spassosa resistenza e riescono a cacciare i manigoldi. Tutto questo mentre Nadja, nella sua cabina, è impegnata a cucirsi un abito per ballare il flamenco, totalmente ignara di quanto sta accadendo. |                   |                  |
| 24 | Flamenco, e corrida 「オーレ！太陽の闘牛士とフラメンコ」 - Ōre! Taiyō no tōgyūshi to furamenko – "Olé! Il matador del sole e il flamenco" | 20 luglio 2003    | 10 dicembre 2004 |
| 24 | La troupe arriva a Barcellona. Nadja viene mandata dalla Nonna a prendere lezioni di flamenco dall’anziana e burbera danzatrice Anselma e fa la conoscenza del matador José Rodriguez, che la salva da un toro imbizzarrito; tuttavia, sia Anselma che José, dopo averla vista esercitarsi, ritengono che Nadja non potrà mai ballare il flamenco. Nadja crede di non avere talento, ma alla fine capisce che il problema è che non ci mette abbastanza passione e Anselma, soddisfatta che Nadja abbia imparato la lezione, accetta di continuare ad istruirla. |                   |                  |
| 25 | Il torero e la ballerina 「帰ってきた裏切りの美女」 - Kaettekita uragiri no bijo – "Il ritorno della bella traditrice" | 27 luglio 2003    | 13 dicembre 2004 |
| 25 | Carmen, una ballerina in passato allieva di Anselma, torna a Barcellona dopo alcuni anni trascorsi in Inghilterra; Anselma rifiuta di avere a che fare con lei e consiglia a Nadja di starle lontano, avvertendola che Carmen è una donna avida e senza scrupoli. Nadja non le dà ascolto, e Carmen le confessa di aver sfruttato gli insegnamenti di Anselma per arricchirsi e di aver abbandonato l’uomo che amava, ovvero Josè. Nadja li aiuta a chiarirsi e a tornare insieme, ignara che Carmen è interessata solo al denaro di José e la sta usando per riavvicinarsi a lui. |                   |                  |
| 26 | Un altro aspetto di Francis 「フランシスの向こう側」 - Furanshisu no mukō-gawa – "L'altro lato di Francis" | 3 agosto 2003     | 15 dicembre 2004 |
| 26 | La compagnia Dandelion si sposta a Granada, dove peraltro è stato appena avvistato Rosa Nera. Nadja viene borseggiata da uno scippatore che le ruba la spilla, ma Francis riesce a recuperarla. I due trascorrono la giornata assieme e Francis le dona un caleidoscopio appartenuto a sua madre; Nadja, però, nota che il ragazzo sembra molto diverso dal solito. Alla fine, Nadja riesce a confessargli quello che prova per lui, ma Francis ha una strana reazione e se ne va senza dire nulla. Poco dopo Nadja lo vede in compagnia di un’altra ragazza mentre poco più in là scorge il giovane con cui ha passato la giornata indossare la maschera della Rosa Nera; sconvolta, Nadja capisce di aver trascorso tutto quel tempo non con Francis, bensì con il ladro. |                   |                  |
| 27 | I girasoli 「空飛ぶケンノスケ」 - Soratobu Kennosuke – "Kennosuke che vola in alto" | 17 agosto 2003    | 16 dicembre 2004 |
| 27 | Nadja è molto distratta dopo il suo incontro con la Rosa Nera e trascorre il tempo giocando con il caleidoscopio; Kennosuke, geloso, ha un brutto litigio con Nadja e i due smettono di parlarsi. Gli adulti, per aiutarli a fare pace, li portano a visitare un campo di girasoli e i ragazzi hanno finalmente modo di chiarirsi. Alla vista dei girasoli, Kennosuke ricorda Tada-san, l’uomo che lo allevò dopo la morte dei suoi genitori. Tada-san sognava di costruire il primo aeroplano, ma non ci riuscì perché fu anticipato dai fratelli Wright; grazie a lui, comunque, Kennosuke imparò ad amare la meccanica e soprattutto che per realizzare un sogno è necessario impegnarsi e lavorare sodo. Nadja, pentita per la lite, ricama un girasole sulla veste con cui Kennosuke si esibisce e il ragazzo contraccambia riparando per lei una vecchia macchina da scrivere. |                   |                  |
| 28 | Rosemary 「危険なプリンセス」 - Kiken na purinsesu – "La principessa pericolosa" | 22 agosto 2003    | 17 dicembre 2004 |
| 28 | Nadja rivede la sua amica Rosemary, cresciuta assieme a lei ad Applefield e adesso domestica per la famiglia di Fernando, il nipote di Simone Monterlain. Le due, molto legate ai tempi in cui vivevano all’orfanotrofio, ricordano il passato, quando Rosemary sognava di essere una principessa e Nadja reggeva il gioco fingendo di essere il suo cavaliere; Rosemary non è per questo soddisfatta della sua esistenza da orfana e vive la sua fantasia come se fosse realtà. Fernando costringe Nadja a venire alla sua festa di compleanno dietro minaccia di licenziare Rosemary; Nadja non può fare altro che accettare, ma viene di nuovo aiutata da Leonardo Cardinale e Thiérry, anch’essi invitati. Alla vista dell’amica tra gli ospiti, l’invidia di Rosemary esplode e la ragazza, piena di rabbia, giura vendetta contro Nadja. |                   |                  |
| 29 | Josè il torero 「すばらしき人生！光と影を見た男」 - Subarashiki jinsei! Hikari to kage wo mita otoko – "Una vita meravigliosa! L'uomo che vide la luce e l'ombra" | 24 agosto 2003    | 20 dicembre 2004 |
| 29 | Nadja ritrova José Rodriguez, a Granada per visitare la tomba di un amico. José e Carmen stanno per sposarsi, ma le cose tra loro non vanno bene: José si sente vuoto, mentre Carmen, profondamente insoddisfatta, spende in continuazione somme sempre più alte e arriva a litigare sia con José che con Nadja, lasciandosi sfuggire di essere interessata a José solo per denaro. Alla fine, José e Carmen decidono di lasciarsi per cercare ognuno la vera felicità; José sente di aver finalmente trovato uno scopo per cui vivere, ma subito dopo una corrida viene investito da una carrozza e muore. Nadja e la compagnia Dandelion, intanto, lasciano la Spagna, diretti in Grecia. |                   |                  |
| 30 | Una rivelazione improvvisa 「泥まみれの白バラ」 - Nazuma mire no shiro bara – "La rosa bianca infangata" | 31 agosto 2003    | 21 dicembre 2004 |
| 30 | La compagnia approda a Mykonos. Nadja trova Francis in compagnia della ragazza con cui l’aveva visto a Granada e gli chiede spiegazioni. Compresa la situazione, Francis le spiega che il ragazzo incontrato in Spagna è suo fratello gemello Keith, che lui non vede da anni; il “cavaliere dagli occhi lucenti”, quindi, è Keith, non Francis, spiegando perché quest’ultimo non abbia riconosciuto Nadja a Londra. Nadja, sconvolta, realizza di non essere più sicura di ciò che prova e che potrebbe essere in realtà innamorata di Keith. Francis viene aggredito da due orfani che hanno perso l’istituto in cui vivevano a causa di una sua donazione finita male; pieno di sensi di colpa, il ragazzo si mette a ricostruire l’orfanotrofio pietra su pietra con le proprie mani. |                   |                  |
| 31 | La storia di Abel 「泣かないピエロ」 - Nakanai piero – "Il pierrot che non piange" | 7 settembre 2003  | 22 dicembre 2004 |
| 31 | Mentre si sta esibendo, Abel intravede in mezzo al pubblico una coppia con un bambino e ne rimane così sconvolto da cadere e battere la testa. Poco dopo, la stessa coppia ingaggia la compagnia per festeggiare il compleanno del bambino, ma Abel rifiuta di partecipare; il bambino, infatti, è suo figlio Stefan e la madre è la sua ex moglie Mary. Georg, a questo punto, racconta la storia del pierrot, che prima di entrare nella compagnia era il medico di un piccolo villaggio in Germania. Un inverno scoppiò un’epidemia e suo figlio Stefan si ammalò; disperato, Abel rubò dalla farmacia le medicine per curarlo, ma venne arrestato e finì in prigione. Una volta rilasciato, Abel non volle tornare dalla sua famiglia e si unì alla compagnia Dandelion. Abel si vergogna ancora per ciò che ha fatto e non vuole rivederli, ma Nadja e il resto della troupe lo convincono a partecipare allo spettacolo. Abel si esibisce per la sua famiglia e regala a Stefan uno schiaccianoci in cui ha intagliato i visi di Stefan, Mary e Ralf, il nuovo marito della ex moglie; in quel momento Mary lo riconosce, ma Abel la convince a non dire nulla. Il giorno dopo, la compagnia Dandelion s’imbarca per l’Egitto, dove si trova un uomo che ha conosciuto la madre di Nadja. |                   |                  |
| 32 | L'anello rivelatore 「ナイルの果て・指輪の秘密」 - Nairu no hate. Yubiwa no himitsu – "La fine del Nilo. Il segreto dell'anello" | 14 settembre 2003 | 23 dicembre 2004 |
| 32 | Rosso e Bianco contattano Rosemary per avere informazioni su Nadja; la ragazza scopre così che Nadja ha origini nobili e medita vendetta. In Egitto, la compagnia si mette in cerca del professor Edward Harrison, un archeologo nominato dalla madre di Nadja nel diario. Nadja incontra Christian Strand, un tempo allievo di Harrison, che purtroppo le comunica che il professore è morto da diversi anni. Christian esamina l’anello di Nadja e scopre che si tratta di un cimelio recuperato dal professor Harrison e poi donato ad un nobile che vi fece incastonare il proprio stemma; lo stemma in questione si rivela essere quello dei duchi di Preminger. Nadja decide allora di recarsi a Vienna, sede del casato dei Preminger, per saperne di più. |                   |                  |
| 33 | La spilla sparita alla piramide 「ピラミッドに消えたブローチ」 - Piramiddo ni kieta burōchi – "La spilla sparita nella piramide" | 21 settembre 2003 | 24 dicembre 2004 |
| 33 | Nadja viene aggredita da Rosso e Bianco, riusciti a rintracciarla fino in Egitto. I due la inseguono fin nei meandri delle piramidi di Giza, ma finiscono con il perdersi tutti e tre. Nadja è costretta a collaborare con loro per trovare l’uscita; Rosso e Bianco sembrano affezionarsi a lei e le promettono di indagare su sua madre, ma una volta fuori dalla piramide i due ingannano Nadja e le rubano la spilla, per poi dileguarsi. La compagnia Dandelion parte per Vienna, dove Nadja potrebbe avere delle risposte, ma prima dovranno fare scalo a Roma per guadagnare il necessario per il viaggio. |                   |                  |
| 34 | Litigi in famiglia 「さよならダンデライオン一座」 - Sayonara Danderaion ichiza – "Addio troupe Dandelion" | 28 settembre 2003 | 27 dicembre 2004 |
| 34 | La troupe attraversa un momento difficile: Nadja, distratta dal furto della spilla, non riesce a ballare bene e gli adulti sono ai ferri corti a causa di alcune incomprensioni. Una sera, Nadja sente gli adulti dire che non avrebbero dovuto accoglierla tra loro e, sconvolta, scappa prima di sentire il resto della conversazione: Georg e gli altri sono convinti che sia a causa loro se Rosso e Bianco riescono sempre a rintracciare Nadja e si sentono in colpa per non essere riusciti ad impedire il furto della spilla. Nadja decide di andarsene, ma la troupe la ferma in tempo, chiarendo l’equivoco. A Vienna, Rosso e Bianco consegnano la spilla a Herman. Rosemary, contattata dai due investigatori, decide di mettersi a disposizione di Herman; quest’ultimo, contando sulle informazioni di Rosemary e una vaga somiglianza tra le due ragazze, decide di farla passare per Nadja in modo che Rosemary ceda a lui l’eredità dei Preminger una volta riconosciuta come nipote del duca. |                   |                  |
| 35 | Una giornata indimenticabile 「風のいたずら・運命の皮肉」 - Kaze no itazura. Unmei no hiniku – "Lo scherzo del vento. L'ironia della sorte" | 5 ottobre 2003    | 28 dicembre 2004 |
| 35 | La compagnia ha guadagnato il necessario per il viaggio a Vienna e si prepara a lasciare Roma. Nadja accompagna la Nonna, Rita e Kennosuke in città per le ultime compere e s’imbatte nientemeno che in Colette Preminger, “sfuggita” alla sua solerte cameriera Johanna. Le due, completamente ignare l’una dell’identità dell’altra, passano la giornata insieme e al momento di separarsi Colette chiede a Nadja il suo nome, venendo però interrotta dall’arrivo di Oscar e Johanna; madre e figlia si sono così ritrovate, anche se per ironia della sorte nessuna delle due lo sa. A Vienna, intanto, Herman presenta Rosemary al duca spacciandola per Nadja. |                   |                  |
| 36 | Pericolo per la Rosa Nera 「危うし！命を賭けた黒バラ」 - Abunaushi! Inochi wo kaketa Kuro Bara – "Pericolo in agguato! La vita della Rosa Nera su un filo" | 12 ottobre 2003   | 29 dicembre 2004 |
| 36 | La troupe si mette in viaggio per Vienna, ma è costretta a fermarsi a Salisburgo a causa di un guasto al carro mobile. Nadja ritrova Keith, venuto a derubare il borgomastro. Il ragazzo, per giustificare la propria presenza in città, si spaccia per Francis; Nadja è indignata, e Keith le spiega senza mezzi termini di considerare il fratello un ipocrita esattamente come il resto della nobiltà. Inoltre, mentre Francis ha voluto vedere sempre e solo il lato migliore della madre, prendendola ad esempio, Keith sa che era in realtà una donna fragile e succube del loro padre e per questo se n’è andato di casa non appena ha potuto. Keith, nei panni di Rosa Nera, s’introduce nella residenza di Herman Preminger per recuperare la spilla, ma viene catturato e torturato da Herman in persona. |                   |                  |
| 37 | Operazione recupero spilla 「明暗！ブローチ奪還作戦」 - Meian! Burōchi dakkan sakusen – "Luce e ombra! Il piano per recuperare la spilla" | 19 ottobre 2003   | 30 dicembre 2004 |
| 37 | Keith riesce a fuggire dopo aver recuperato la spilla e scopre inoltre l’inganno di Rosemary, che ormai tutti credono la vera Nadja. Il carro mobile è ancora guasto e Nadja ne approfitta per fare ricerche in biblioteca sul casato dei Preminger, scoprendo i nomi di tre donne che, in base alle date di nascita, potrebbero essere sua madre; una di queste è Colette. Harvey Livingston, a Salisburgo per seguire le tracce della Rosa Nera, si offre di aiutare Nadja scrivendo un articolo con la sua storia; Rosemary, allora, controbatte rilasciando un’intervista in cui dichiara di essere la vera Nadja e che la spilla le è stata rubata dalla Rosa Nera. Keith restituisce la spilla a Nadja e la compagnia riparte per Vienna mentre i giornali pubblicano la versione di Rosemary. |                   |                  |
| 38 | Il piano di Rosemary 「ローズマリー笑顔の陰謀」 - Rōzumarī egao no inbō – "Il piano dietro il sorriso di Rosemary" | 26 ottobre 2003   | 31 dicembre 2004 |
| 38 | Arrivati a Vienna, i membri della troupe scoprono dai giornali che una ragazza si spaccia per Nadja e discutono il da farsi: ora che l’impostora è stata presentata pubblicamente, per Nadja sarà molto difficile provare la propria identità persino adesso che ha riavuto la spilla. Nadja decide di incontrare la ragazza e s’intrufola ad un ballo alla residenza Preminger con indosso l’abito della madre, scoprendo con orrore che si tratta di Rosemary. Finalmente faccia a faccia, Rosemary, fingendosi pentita, svela a Nadja il piano di Herman e le conferma che Colette Preminger è sua madre; così facendo, Rosemary le fa abbassare la guardia e con un banale pretesto la induce a togliersi l’abito, facendola poi allontanare dalla residenza. Nadja, sconvolta, realizza di essersi lasciata ingannare e guarda impotente Rosemary fare a pezzi il vestito della madre. A Roma, intanto, Colette scopre che sua figlia è viva e decide di tornare a Vienna per incontrarla. |                   |                  |
| 39 | Incontro con la madre 「盗らないで！私のお母さん」 - Toranaide! Watashi no okaasan – "Non portarmela via! Mia madre" | 9 novembre 2003   | 3 gennaio 2005   |
| 39 | Harvey riferisce alla compagnia di aver scoperto che Rosemary è in combutta con Herman Preminger; accusando la Rosa Nera del furto della spilla, inoltre, Rosemary ha messo Nadja nell’impossibilità di usare il gioiello come prova della propria identità. Colette torna a Vienna e si scaglia contro il padre per averle fatto credere che Nadja fosse morta; il duca non rinnega ciò che ha fatto e chiarisce inoltre che la nipote, in quanto sua erede, rimarrà a vivere con lui. Gettando al vento la prudenza, Nadja si reca alla residenza Preminger per parlare con il duca. La ragazza vede Rosemary in giardino con Colette e rimane sconvolta di scoprire che sua madre non è altri che la donna incontrata a Roma; Rosemary, però, riesce ad allontanare Colette e denuncia Nadja per il furto della spilla. La compagnia arriva giusto in tempo per portare in salvo Nadja, inseguita dalla polizia; Nadja adesso è ricercata, ma decide comunque di continuare a portare la spilla in modo che la prossima volta Colette la riconosca e ricuce il vestito strappato da Rosemary. La compagnia si mette quindi in viaggio in cerca di qualcuno in grado di testimoniare per Nadja.                                                                                               |                   |                  |
| 40 | Una decisione difficile 「決意の朝！本当の旅立ち」 - Ketsui no asa! Hontō no tabidachi – "La mattina della decisione! Il vero viaggio" | 16 novembre 2003  | 4 gennaio 2005   |
| 40 | La compagnia si mette in viaggio per Applefield per chiedere alla direttrice di testimoniare in favore di Nadja e fa tappa a Parigi. Nadja, accompagnata da Kennosuke, decide di rivolgersi a Oliver, ma scopre che si trova in Russia per lavoro. La polizia, intanto, interroga la troupe per scovare Nadja; Georg si rifiuta di collaborare e viene arrestato per essersi azzuffato con gli agenti. Nadja assiste di nascosto alla scena assieme a Kennosuke e decide di lasciare la compagnia per non creare altri problemi; gli adulti, a malincuore, accettano la sua decisione, rendendosi conto che Nadja, a questo punto, avrà più possibilità muovendosi da sola. All’alba, Nadja saluta la troupe e Georg, scarcerato grazie all’intercessione di un amico della compagnia, e parte da sola per Applefield. |                   |                  |
| 41 | Un aiuto inaspettato 「喜びも苦しみもひとり旅」 - Yorokobi mo kurushimi mo hitori tabi – "Gioie e dolori di chi viaggia da solo" | 23 novembre 2003  | 5 gennaio 2005   |
| 41 | Nadja decide di raggiungere Cherbourg per trovare una nave per l’Inghilterra, ma non ha abbastanza soldi per il treno; riesce a guadagnare il denaro necessario esibendosi, ma una volta sul treno perde il biglietto e viene costretta a scendere dal controllore. Disperata, Nadja si rivolge ad un robivecchi per vendere qualcosa e scopre che l’anello dei Preminger apre uno scomparto nel carillon in cui trova alcune monete d’oro e un messaggio; si tratta di una somma che Edna Gray mise da parte per Colette quando lasciò Vienna e che prova che il carillon apparteneva proprio a Colette. Nadja, vendendo le monete, guadagna una somma che però le viene rubata subito dopo da alcuni ladri; fortunatamente, uno di questi si rivela essere il fratello di un bambino che Nadja aveva aiutato in precedenza e il ragazzo, per farsi perdonare, le procura un imbarco per l’Inghilterra. |                   |                  |
| 42 | Ritorno ad Applefield 「ひとりぼっちの故郷」 - Hitoribocchi no kokyō – "La casa solitaria" | 30 novembre 2003  | 7 gennaio 2005   |
| 42 | Nadja arriva finalmente ad Applefield, ma scopre che la direttrice ha perso la vita in un incidente e l’orfanotrofio è stato chiuso. Nadja è disperata, ma incontra il trovatore Raffaele, che la incoraggia a non perdere la speranza. Il giorno dopo, rincuorata, Nadja parte per Londra in cerca della persona che le ha inviato la valigia con il diario e l’abito di Colette. A Vienna, Rosemary continua la messinscena e tiene in scacco Herman; il duca, però, ha ancora qualche dubbio su di lei e l’affida per il momento alla nuora Hilda, moglie di Herman e madre di Oscar. |                   |                  |
| 43 | Un'amata ninna nanna 「ピアノがつなぐ子守歌」 - Piano ga tsunagu komori uta – "Collegati da una ninna nanna per pianoforte" | 7 dicembre 2003   | 10 gennaio 2005  |
| 43 | Arrivata a Londra, Nadja ricorda i suoi inizi con la compagnia Dandelion, in particolare il suo primo numero di danza, che le fu insegnato da Sylvie, e l’incontro con Kennosuke. Quella sera, Nadja assiste ad un concerto di John Wittard, il pianista conosciuto a Parigi, e rimane stupita di sentirlo eseguire una ninna nanna che lei conosce da sempre senza ricordare da chi l’abbia imparata. John le spiega che si tratta dell’Étoile, una melodia composta da Raymond Colville, un pianista più volte nominato da Colette nel suo diario e che lei chiamava “l’uomo del destino”; Nadja intuisce che Raymond era suo padre e ne ottiene la conferma da Watson, l’uomo che vendette a John lo spartito, che le racconta che Raymond sposò Colette e compose l’Étoile proprio per Nadja. Più tardi, John porta Nadja con sé ad un ricevimento e qui la ragazza ritrova Francis. |                   |                  |
| 44 | Le ragioni dell'amore 「どっちが好き？究極の選択！」 - Docchi ga suki? Kyūkyoku no sentaku! – "Quale dei due mi piace? La scelta definitiva!" | 14 dicembre 2003  | 11 gennaio 2005  |
| 44 | Francis si offre di testimoniare per Nadja davanti al duca di Preminger e nel frattempo ospita Nadja nella residenza degli Harcourt. A sorpresa, al castello si presenta anche Keith, deciso a portare subito Nadja da Colette; Nadja si trova perciò a dover scegliere tra i due fratelli. Nadja decide di prendersi del tempo e conosce Marianne Hamilton, la ragazza che aveva visto con Francis a Granada e a Mykonos; Marianne è un’amica d’infanzia di Francis, di cui è innamorata da sempre, e chiede a Nadja di farsi da parte. Nadja, a questo punto, è più confusa che mai; Giulietta Saverio, ospite al castello degli Harcourt per prendere parte ad un ricevimento, le consiglia di scegliere non chi le dimostra di amarla di più, ma chi lei sente di amare davvero. Nadja decide di darle ascolto e sceglie Francis, capendo di non aver mai smesso di amarlo nemmeno dopo aver scoperto che non era lui il “cavaliere dagli occhi lucenti”. |                   |                  |
| 45 | In viaggio verso Vienna 「三人模様・ぐらつく恋心」 - Sannin moyō. Guratsuku koigokoro – "Tre persone. L'instabile risveglio dell'amore" | 21 dicembre 2003  | 14 gennaio 2005  |
| 45 | Il duca di Harcourt annuncia il fidanzamento tra Francis e Marianne Hamilton. Francis, che non ne sapeva nulla, rifiuta di sottomettersi e, facendo leva sulle ambizioni del padre, interessato ad imparentarsi con i Preminger, ottiene l’appoggio della famiglia per dimostrare la vera identità di Nadja. Gli Harcourt organizzano dunque un incontro con il duca di Preminger e Francis e Nadja partono finalmente per Vienna; Marianne li accompagna, promettendo di sciogliere il fidanzamento se la versione di Nadja sarà confermata. A Vienna, Harvey Livingston riesce ad incontrare il duca di Preminger e ad informarlo dell’inganno di Herman e Rosemary; il duca, in realtà dubbioso sin dall’inizio, decide di approfittare dell’arrivo di Nadja per scoprire la verità. |                   |                  |
| 46 | Il confronto 「二人のナージャ、対決！」 - Futari no Nāja, taiketsu! – "Le due Nadja, confronto!" | 28 dicembre 2003  | 17 gennaio 2005  |
| 46 | Nadja, accompagnata da Francis, incontra il duca di Preminger. Come previsto da Rosemary, però, il solo possesso della spilla non è più sufficiente per provare l’identità di Nadja; la stessa Rosemary, inoltre, conosce l’Étoile, che Nadja cantava spesso quando vivevano entrambe ad Applefield, ed è in grado di fornire una spiegazione convincente anche per il diario e il vestito di Colette. Il duca, per chiarire la faccenda, accetta la proposta di Nadja di convocare gli orfani di Applefield per avere la loro testimonianza. Herman, deciso a impedirlo, fa arrestare Francis con l’accusa di essere la Rosa Nera e Nadja per complicità con il ladro, screditandoli entrambi: il trionfo di Herman e Rosemary è completo. |                   |                  |
| 47 | Una visita in prigione 「沈黙！囚われの白バラ」 - Chinmoku! Toraware no shiro bara – "Silenzio! La rosa bianca in trappola" | 4 gennaio 2004    | 20 gennaio 2005  |
| 47 | Colette viene a sapere dai giornali dell’arresto di Nadja; riconoscendo in lei la ragazza incontrata a Roma, decide di parlarle, ma Rosemary fa rilasciare Nadja prima che possano vedersi. Nadja incontra Harvey e lo mette al corrente della situazione; Harvey, che comunque aveva già intuito che il vero Rosa Nera è Keith, promette di aiutarla. Keith s’introduce in prigione per liberare il fratello, ma Francis preferisce sacrificarsi e scontare la pena al posto suo, certo che Nadja ami in realtà Keith e desiderando la sua felicità. Dopo un duro confronto, i due fratelli capiscono di volere entrambi il bene di Nadja e decidono finalmente di unire le forze per aiutarla. |                   |                  |
| 48 | La Rosa Nera si confessa 「逆転！黒バラの最後」 - Gyakuten! Kuro Bara no saigo – "Dietrofront! La fine della Rosa Nera" | 11 gennaio 2004   | 21 gennaio 2005  |
| 48 | Nadja si mette in cerca di Rosso e Bianco, i soli in grado di svelare l’inganno di Herman e Rosemary. Herman tiene i due nascosti nella sua residenza, ma il cerchio attorno a lui inizia a stringersi: Rosemary lo tiene in pugno dietro minaccia di svelare l’imbroglio e Oscar ha scoperto che Herman si è indebitato con Antonio Fabiani. Nadja, introdottasi nella residenza per cercare Rosso e Bianco, viene imprigionata da Herman insieme ai due investigatori. Keith, nei panni della Rosa Nera, fa un’ultima apparizione pubblica, scagionando Francis; le sue parole d’addio alla gente, in cui li esorta a non perdere mai la speranza nel futuro, verranno riportate sui giornali da Harvey, che realizza così il suo sogno di scrivere un articolo sulla Rosa Nera. |                   |                  |
| 49 | Ritorno a casa 「諦めない！真実の力」 - Akiramenai! Shinjitsu no chikara – "Non arrenderti! Il potere della verità" | 18 gennaio 2004   | 27 gennaio 2005  |
| 49 | L’apparizione della Rosa Nera ha provato l’innocenza di Francis e compromesso definitivamente la reputazione di Herman. Rosso e Bianco aiutano Nadja a fuggire e accettano di fornirle le prove contro Herman in cambio della sua intercessione con la polizia. Seguendo le loro indicazioni, Nadja recupera le lettere con le macchinazioni di Herman, nascoste dai due investigatori in previsione di una simile eventualità; Herman la sorprende e cerca di ucciderla, ma interviene la compagnia Dandelion, tornata a Vienna dopo aver saputo della cattura di Nadja. Herman viene arrestato e il duca di Preminger accetta di saldare il suo debito con Antonio Fabiani purché esca dalla sua vita. Ora che è tutto chiarito, Nadja affronta Rosemary, ormai smascherata: Rosemary, in fondo pentita, avverte Nadja che individui come Herman e il duca non conoscono la vera nobiltà e le raccomanda di avere cura di sua madre Colette, l’unica persona di buon cuore in mezzo a tanta ipocrisia. Ora è tutto finito e il duca riconosce finalmente Nadja come sua erede, ma le proibisce di incontrare Colette. |                   |                  |
| 50 | Verso il futuro 「新たなる運命の扉」 - Aratanaru unmei no tobira – "La nuova porta del destino" | 25 gennaio 2004   | 28 gennaio 2005  |
| 50 | Il duca, determinato ad impedire che Colette interferisca con l’educazione di Nadja, decide di mandare la ragazza in collegio. Nadja, però, non è disposta a tollerare altre ingiustizie dopo tutto quello che ha passato e fa letteralmente irruzione nella stanza in cui si trova Colette: madre e figlia possono così finalmente riabbracciarsi. Nadja le confida di non essere più sicura dei suoi sentimenti per Keith e Francis e, consigliata da Colette, decide di prendersi del tempo, rimandando la scelta a quando sarà abbastanza matura e cresciuta. Quella sera, i due fratelli si recano a trovarla e accettano la sua decisione, promettendo di competere lealmente per il suo cuore e di essere d’ora in poi sempre uniti. Il duca presenta ufficialmente Nadja come sua nipote ed erede ad un ricevimento a cui presenziano, tra gli altri, Francis, Keith, Leonardo Cardinale, Thiérry, Giulietta Saverio, John Wittard, Christian Strand e Harvey Livingston; Nadja, però, rifiuta il titolo, che non ha portato altro che sofferenza sia a lei che a sua madre, e decide di tornare a ballare con la compagnia Dandelion. Colette, felice che Nadja abbia trovato la sua strada, saluta la figlia e Nadja si riunisce alla troupe, che l’accoglie a braccia aperte.        |                   |                  |

## Edizioni home video

### Giappone
Sono stati messi in commercio 13 DVD, ognuno contenente 4 episodi, tranne il primo, che ne contiene solo 2, cui è però allegato un CD con la sigla di apertura e di chiusura. Agli altri DVD è acclusa una cartolina che raffigura la copertina del DVD stesso. Per quanto riguarda i contenuti speciali, tutti i DVD contengono la versione senza crediti delle sigle e una sezione intitolata Naruhodo Nadja!, in cui Nadja e Kennosuke raccontano alcune curiosità sui posti visitati durante il viaggio della compagnia Dandelion. Negli ultimi DVD sono state aggiunte le schede dei personaggi. 
Sono state prodotte anche le videocassette, disponibili, tuttavia, esclusivamente per il noleggio.